# Isidro Fabela Alfaro
José Isidro Fabela Alfaro (Atlacomulco, Estado de México, 29 de junio de 1882 - Cuernavaca, Morelos, 12 de agosto de 1964) fue un político, abogado, escritor, periodista, historiador, lingüista, filólogo, diplomático y académico mexicano.

## Estudios
Isidro Fabela se tituló como abogado en 1908. Desempeñó diversos cargos políticos y diplomáticos. Fue contemporáneo y amigo de los fundadores del Ateneo de la Juventud en 1909: Antonio Caso, Ricardo Gómez Robelo, José Vasconcelos Calderón, Martín Luis Guzmán, Alfonso Reyes Ochoa, Carlos González Peña, Julio Torri, Genaro Fernández MacGregor y su maestro Pedro Henríquez Ureña. 
Como literato, su obra se nutrió con su experiencia en el servicio exterior, como se aprecia en sus obras: Por un mundo libre, Los Estados Unidos contra la libertad, Intervención y Maestros y amigos.

## Vida política y diplomática
En 1911 se unió a la revolución maderista y al triunfo de la lucha armada trabajó al lado del gobernador de Chihuahua, Abraham González Casavantes. En febrero de 1913 se vio obligado a salir del país luego de que el dictador Victoriano Huerta lo mandara arrestar por haberse pronunciado en su contra y al haber denunciado los asesinatos de Francisco I. Madero, José María Pino Suárez y su amigo Abraham González Casavantes. Se unió a Venustiano Carranza por conducto del general Pablo González Garza.
Desempeñó varios cargos públicos: jefe de defensores de oficio en el Distrito Federal (hoy Ciudad de México), diputado, secretario de gobierno en Chihuahua, jefe del departamento diplomático de la Secretaría de Relaciones Exteriores, representante diplomático en Francia, Inglaterra, España, Argentina, Chile, Uruguay, Brasil y Alemania. En los años treinta fue delegado de México en la Sociedad de Naciones; en nombre de su país, condenó ante esta asamblea la invasión de Etiopía por las tropas fascistas de Mussolini en 1935 o la anexión nazi de Austria en 1938. Fue también gobernador del Estado de México de 1942 a 1945, después del breve interinato de José Luis Gutiérrez y Gutiérrez. También es considerado fundador en dicha entidad del llamado Grupo Atlacomulco, y fue juez de la Corte Internacional de Justicia en La Haya, de 1946 a 1952.

## Docencia e historiador
Como profesor, impartió clases de historia, literatura y derecho internacional. Fue nombrado doctor honoris causa por la Universidad Nacional Autónoma de México.
Como escritor destacó principalmente en el género del cuento, sus trabajos poseen características modernistas en una primera etapa, donde muestra su inclinación por las descripciones y temas de provincia o la vida bohemia en el extranjero. 
A través del género biográfico dio a conocer las figuras de la cultura más importantes de su época. Como coordinador de la Comisión de Investigaciones Históricas de la Revolución Mexicana, se encargó de la edición de la Historia diplomática de la Revolución Mexicana, así como de la serie Documentos históricos de la Revolución Mexicana.

## Académico
Fue fundador de algunos órganos periodísticos, como La Verdad, El Pueblo y Mundo Libre. Fue miembro, entre otras, de la Academia Mexicana de la Lengua (miembro correspondiente desde el 20 de septiembre de 1950) y miembro de número desde el 23 de septiembre de 1953, y le correspondió la silla XXVI. Fue miembro de la Sociedad Mexicana de Geografía y Estadística, de la Academia Mexicana de Derecho Internacional y de la American Society of International Law. El 7 de octubre de 1960 se le otorgó la Medalla Belisario Domínguez del Senado de la República; debido a su delicado estado de salud, la presea fue recibida en su nombre por el doctor y senador Maximiliano Ruiz Castañeda. Murió en la ciudad de Cuernavaca, Morelos, el 12 de agosto de 1964.

## Obras
- Cuento: La tristeza del amo (1915)
- Ensayo: Los Estados Unidos contra la libertad (1918)
- Neutralidad, estudio histórico, jurídico y político (1940)
- Por un mundo libre (1943)
- Belice. Defensa de los derechos en México (1944)
- Las doctrinas Monroe y Drago (1957)
- ¡Pueblecito mío! (1958)
- Paladines de la libertad (1958)
- Historia diplomática de la Revolución mexicana (1958-1959)
- Hidalgo (1959)
- Antologías y compilaciones: homenaje a Isidro Fabela, 2 vols. (1959)
- Cuentos de París (1960)
- El caso de Cuba (1960)
- Carranza, su obra y ejemplo (1960)
- A mi Señor Don Quijote (1966)
- Mis memorias de la revolución (1977)

## Monumentos, calles y municipio

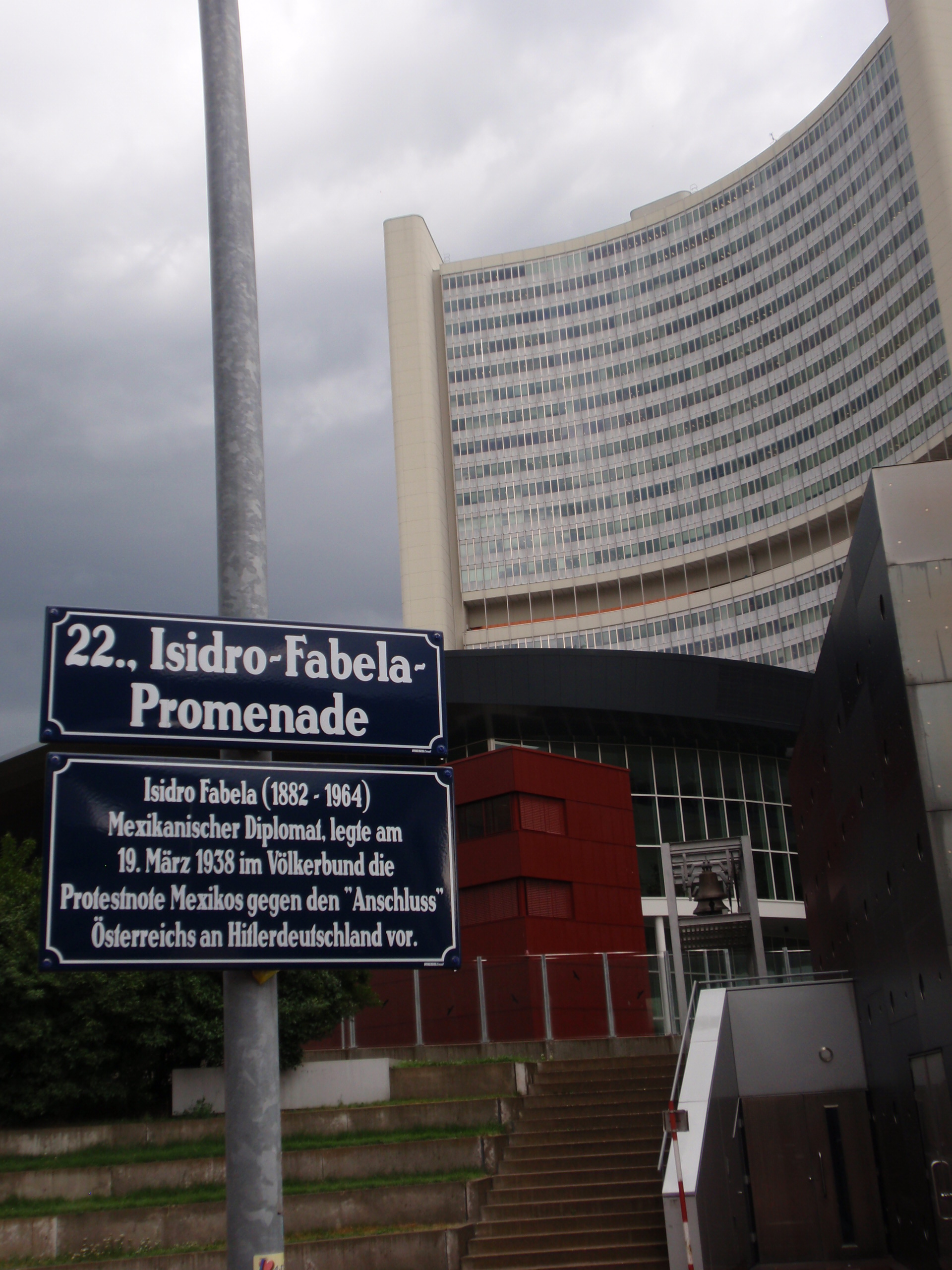
Calle Isidro-Fabela en Viena, UNO-City

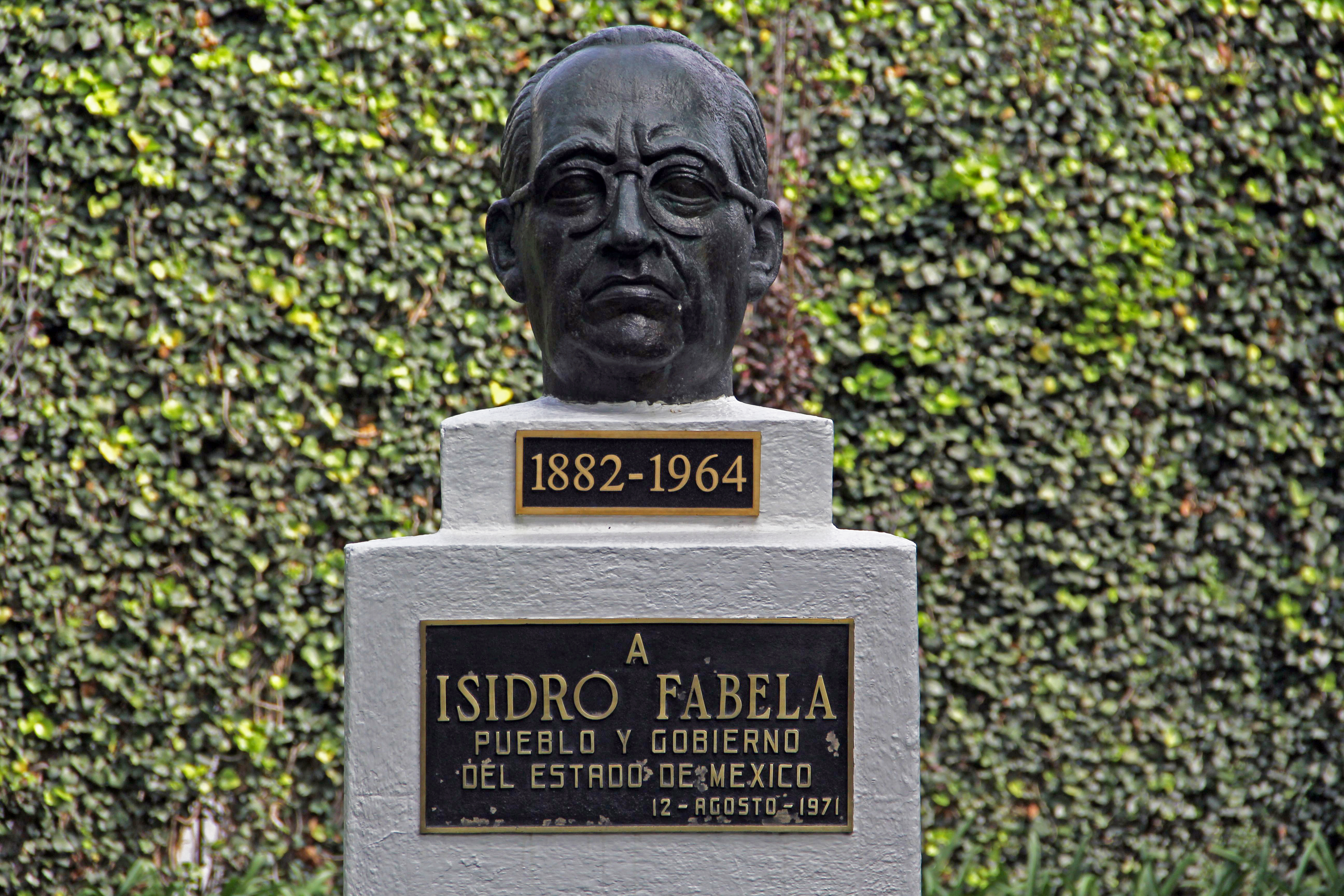
Busto.

En su honor existe un monumento en la salida de Toluca con dirección a Atlacomulco, en Toluca existe la avenida Isidro Fabela; en la ciudad de Viena, Austria, existe también una calle que lleva su nombre. El nombre de un municipio en el Estado de México también honra su memoria.
Su ciudad natal ha tomado el nombre de Atlacomulco de Fabela, en su honor. Por otra parte, la actual Casa de Cultura de Atlacomulco es la casa donde él vivió, y en la explanada central de Atlacomulco se erigió una estatua de su persona. Y la avenida principal, que atraviesa la ciudad desde la carretera panamericana Atlacomulco-Toluca y finaliza en la autopista que es la salida hacia Acambay, Querétaro y Morelia, es la Avenida Isidro Fabela.
En el Centro del Municipio de Atizapán de Zaragoza se encuentra la Secundaria Federal # 8, "Lic. Isidro Fabela", que recuerda la relación profesional que él tuvo con el entonces presidente, Adolfo López Mateos.
Tanto la Facultad de Derecho (en un auditorio) como la Facultad de Ciencias Políticas y Sociales (en una biblioteca de la Universidad Nacional Autónoma de México) recuerdan su nombre y su obra.
En el Estado de México, el municipio número 38 de los 125 existentes, lleva su nombre (la cabecera municipal se llama Tlazala de Fabela), se encuentra ubicado en la zona centro del estado, con una fuerte vocación turística y agrícola.  

### Casa del Risco (San Ángel, Ciudad de México)

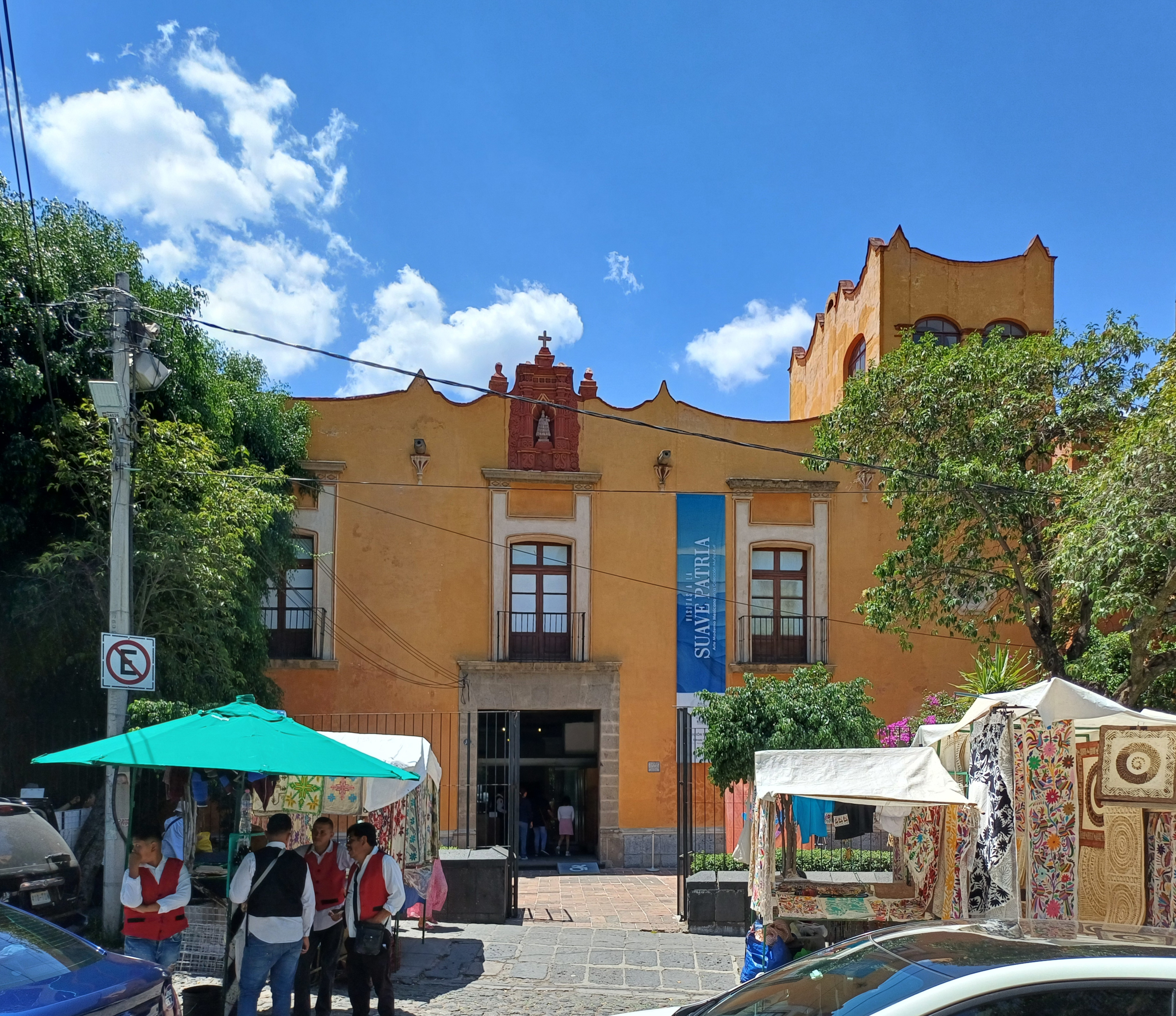
El Centro Cultural Isidro Fabela - Museo Casa del Risco

La Casa del Risco es una construcción del siglo XVII que fue residencia de varios personajes de la historia de México. Durante el gobierno del general Antonio López de Santa Anna se convirtió en cuartel debido a la invasión estadounidense. Más adelante pasó a formar parte de un hospital que sirvió al Batallón de San Patricio, formado por soldados irlandeses que defendieron al pueblo mexicano de las tropas invasoras. Una de las atracciones la constituye una fuente bellamente adornada con tableros de azulejos y recipientes de porcelana y loza china en su mayoría, todo dentro del estilo barroco, con figuras de peces y sirenas.
En 1933, Isidro Fabela adquirió la Casa del Risco. En 1958 la donó al pueblo de México, y actualmente es el Centro Cultural Isidro Fabela, que alberga una biblioteca, el Archivo Histórico y una hemeroteca. También cuenta con un auditorio, donde se realizan actividades académicas y culturales.